# Johan Limpers
Johan Limpers (Heemstede, 2 augustus 1915 - gefusilleerd 10 juni 1944) was een Nederlands beeldhouwer.

## Leven en werk
Limpers kreeg zijn opleiding kreeg aan de Rijksacademie te Amsterdam onder Jan Bronner. Hij vervaardigde met name monumentale werken en vele portretten. In 1940 won hij de Prix de Rome voor monumentale en gebonden kunst.
In de Tweede Wereldoorlog nam Limpers actief deel aan het verzet. Hij was betrokken bij de aanslag op het Amsterdams bevolkingsregister op 27 maart 1943. Hij werd wegens zijn rol in het verzet gefusilleerd in de duinen bij Overveen. Later werd hij herbegraven op de Eerebegraafplaats Bloemendaal te Overveen. In Haarlem-Noord is een plantsoen naar hem vernoemd en in Amsterdam-West een straat.

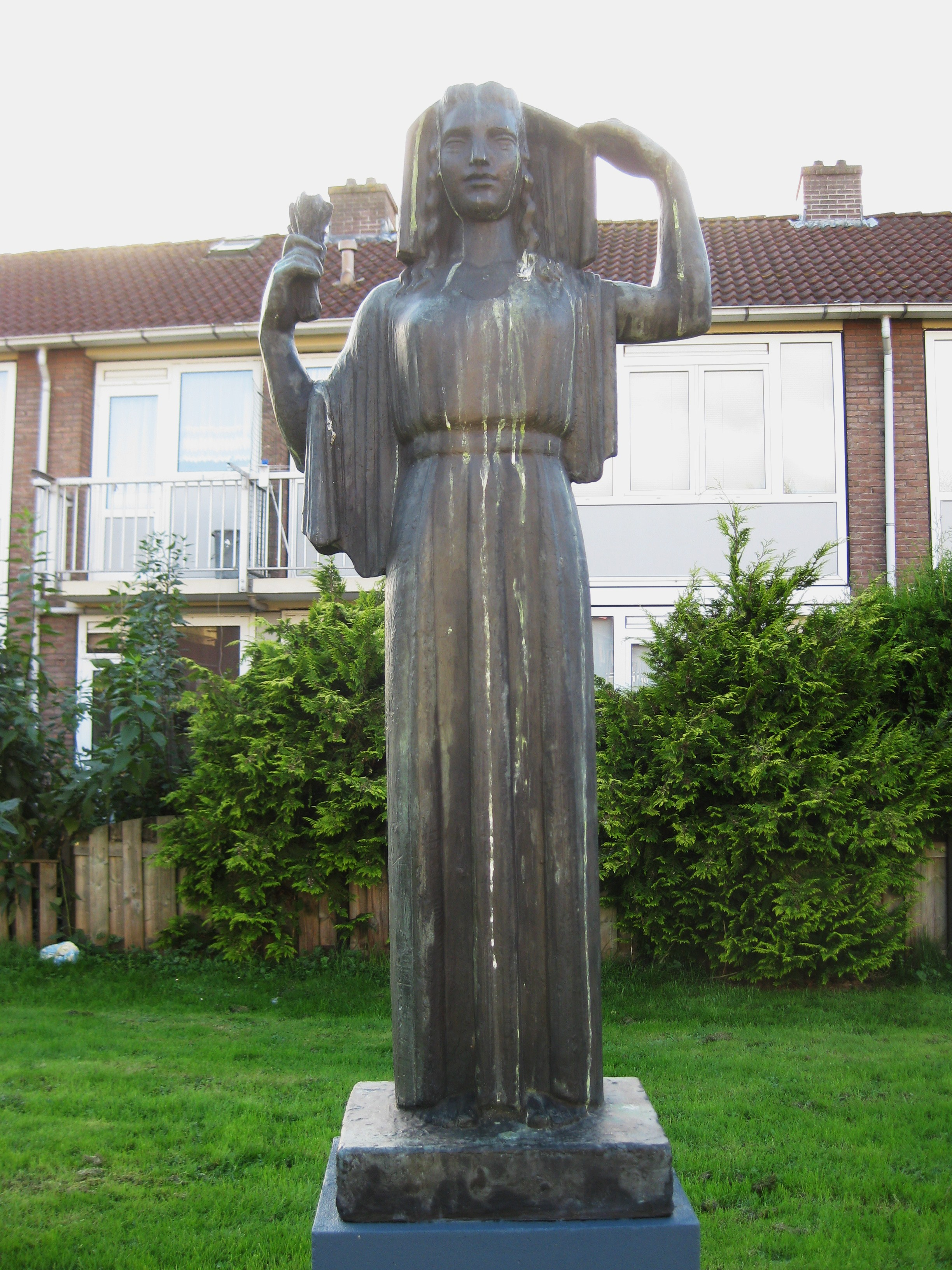
O, Kora, dochter van Zeus, het beeld waarmee Limpers de Prix de Rome won.

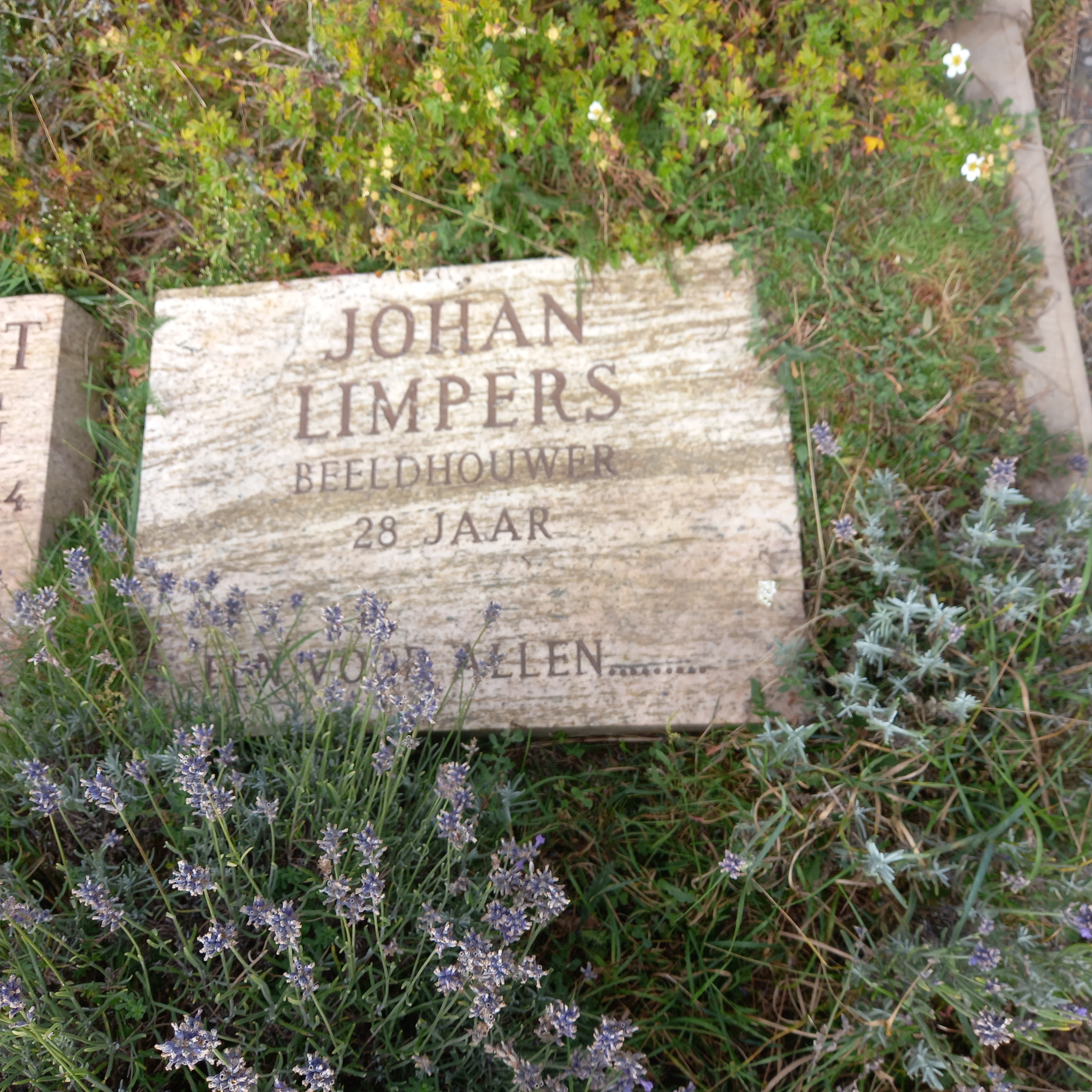
Het grav van Johan Limpers op Erebegraafplaats Bloemendaal

Limpers was gehuwd met de beeldhouwster Katinka van Rood, die samen met hem in het verzet zat.

## Enkele werken
- 1939: Eva, Kenaupark, Haarlem
- 1943: Portret van prof. Romano Guarnieri
- 1969: O, Kora, dochter van Zeus, Arondeusstraat in Amsterdam[2]

- Biografisch Portaal: 14969851
- RKD-Nederlands Instituut voor Kunstgeschiedenis: 50089